# 22 juni
22 juni is de 173ste dag van het jaar (174ste dag in een schrikkeljaar) in de gregoriaanse kalender. Hierna volgen nog 192 dagen tot het einde van het jaar.

## Gebeurtenissen
- Algemeen
  - 109 - De Thermen van Trajanus van architect Apollodorus van Damascus worden geopend, de thermae zijn gebouwd op de ruïnes van de Domus Aurea (Gouden Huis) van Nero op de Esquilijn.
  - 1954 - De Parker-Hulme zaak: in Christchurch (Nieuw-Zeeland) vindt op deze dag een moord plaats die voor die tijd wereldnieuws is: twee tienermeisjes, Pauline Parker en Juliet Hulme, vermoorden de moeder van een van beiden omdat die hun vriendschap in de weg staat (onderwerp van de film Heavenly Creatures uit 1994). Ze krijgen 5 jaar gevangenisstraf.
  - 1962 - Een Boeing 707 van Air France stort als gevolg van het slechte weer neer op Guadeloupe; 113 mensen komen om.[1]
  - 1989 - In de Andes stort een vliegtuig van de Peruviaanse luchtmacht neer, alle 59 inzittenden komen om het leven.
  - 1990 - In Berlijn wordt grenspost Checkpoint Charlie, na 29 jaar, opgeheven.
  - 2002 - Een aardbeving van 6,5 op de schaal van Richter doodt meer dan 261 mensen in West-Iran.
  - 2009 - Bij een botsing van twee treinen van de metro van Washington komen ten minste 7 personen om het leven.
  - 2012 - Een vliegtuig van de Turkse luchtmacht wordt neergehaald boven Syrische wateren.
  - 2022 - Een aardbeving met een kracht van 6,1 op de schaal van Richter in de Afghaanse provincie Paktika doodt ten minste 1000 mensen en veroorzaakt zeker 1500 gewonden.[2]

- Economie
  - 1992 - Cambodja krijgt 880 miljoen dollar aan hulp van het buitenland voor de wederopbouw van het land; dat is 280 miljoen dollar meer dan het bedrag waar de Verenigde Naties om hadden gevraagd.

- Kunst en cultuur
  - 1634 - Rembrandt van Rijn huwt met Saskia van Uylenburgh.

- Media
  - 1983 - Journaliste José Toirkens van NRC Handelsblad ontvangt de Anne Vondelingprijs 1982 uit handen van de fractievoorzitter van de PvdA in de Tweede Kamer, Joop den Uyl.

- Oorlog
  - 168 v.Chr. - Slag bij Pydna: Het Romeinse leger onder Lucius Aemilius Paulus verslaat Perseus van Macedonië en neemt hem gevangen. Dit is het einde van de Derde Macedonische Oorlog.
  - 1593 - In de Slag om Sisak verslaan Sloveens - Kroatische troepen de Turken.
  - 1812 - Napoleon verklaart de oorlog aan Rusland.
  - 1815 - Napoleon wordt voor de tweede keer tot aftreden gedwongen.
  - 1898 - Spaans-Amerikaanse Oorlog: Amerikaanse mariniers landen op Cuba.
  - 1940 - Frankrijk wordt gedwongen een wapenstilstand met nazi-Duitsland te tekenen.
  - 1941 - Nazi-Duitsland begint Operatie Barbarossa, de grootste militaire onderneming in de geschiedenis, tegen de Sovjet-Unie.
  - 1989 - De twee grootste kemphanen in de Angolese burgeroorlog, president José Eduardo dos Santos en UNITA-leider Jonas Savimbi, schudden elkaar de hand tijdens vredesbesprekingen in Gbadolite, Zaïre en komen een bestand overeen. Het is de eerste keer sinds 1975 dat beiden elkaar spreken.
  - 2017 - Zeker 34 mensen komen om het leven door een zelfmoordaanslag met een auto in Lashkar Gah, de hoofdstad van de Afghaanse provincie Helmand.
  - 2025 - Acht dagen nadat Israël een oorlog met Iran is begonnen, voeren ook de Verenigde Staten nu luchtaanvallen uit op Iran. Amerikaanse B2-bommenwerpers vallen de ondergrondse uraniumverrijkingsinstallatie van Fordo en de nucleaire complexen van Natanz en Isfahan aan.[3]

- Politiek
  - 1527 - Officiële stichtingsdatum van de stad Jakarta.
  - 1976 - Het Canadese Lagerhuis schaft de doodstraf af.
  - 1991 - De regering van Mozambique arresteert een aantal burgers en legerofficieren, omdat deze een staatsgreep zouden hebben voorbereid tegen president Joaquim Chissano.
  - 2023 - Dennis Wiersma, Minister voor Onderwijs in het kabinet Rutte IV, maakt bekend dat hij opstapt. Wiersma lag al enige tijd onder vuur door klachten over hem wegens grensoverschrijdend gedrag.[4][5]

- Religie
  - 431 - Concilie van Efeze: Keizer Theodosius II roept de kerkelijke raad (derde Oecumenisch Concilie) bijeen in Efeze.
  - 1218 - Oprichting van het bisdom Seckau in Stiermarken (Oostenrijk).
  - 1622 - Oprichting van de Congregatie voor de Voortplanting van het geloof (de Propaganda Fide) door Paus Gregorius XV.
  - 1901 - Goedkeuring van de Congregatie van de Zonen van de Heilige Familie door Paus Leo XIII.
  - 1929 - De Sint-Janskathedraal in 's-Hertogenbosch krijgt de eretitel basiliek.
  - 1932 - Catalina Tomàs wordt heilig verklaard door Paus Pius XI.
  - 2004 - De Frauenkirche in Dresden is aan het exterieur na 50 jaar hersteld van het bombardement in de Tweede Wereldoorlog.
  - 2006 - Benoeming van Tarcisio Bertone tot kardinaal-staatssecretaris als opvolger van kardinaal Angelo Sodano met ingang van 15 september.

- Sport
  - 1980 - West-Duitsland wint in Rome het EK voetbal door België in de finale met 2-1 te verslaan.
  - 1986 - Sovjet-atleet Joeri Sedych verbetert in Tallinn zijn eigen wereldrecord kogelslingeren (86,34 meter) met een worp van 86,66 meter.
  - 1995 - Het Slowaaks voetbalelftal lijdt de grootste nederlaag uit zijn geschiedenis. De ploeg gaat in een vriendschappelijke wedstrijd met 6-0 onderuit tegen Argentinië, onder meer door doelpunten van Marcelo Gallardo (2) en Gabriel Batistuta (2).
  - 2006 - Tijdens de WK-voetbalwedstrijd Kroatië-Australië (2-2) krijgt Josip Šimunić drie (!) gele kaarten, omdat scheidsrechter Graham Poll hem na de tweede vergeten is rood te geven. Na de derde gele kaart in de 94e minuut wordt hij wel met rood van het veld gestuurd.

- Wetenschap en technologie
  - 1633 - De inquisitie dwingt Galileo Galilei tot het afzweren van het heliocentrisme en de stelling dat de aarde in het universum niet stilstaat, maar draait.
  - 1978 - De Amerikaanse astronoom James Christy ontdekt Pluto's maan en noemt haar Charon.
  - 2000 - NASA maakt bekend dat er op de planeet Mars geulen zijn gevonden die gevormd lijken te zijn door stromend water. Bewijs voor de aanwezigheid van stromend water is er echter niet.[6]
  - 2023 - Ruimtewandeling van de Roskosmos kosmonauten Sergej Prokopjev en Dmitri Petelin met als belangrijkste doelen het ophalen van wetenschappelijke experimenten uit de Zvezda en Poisk modules, en het installeren van communicatieapparatuur aan het ISS.[7]

## Geboren

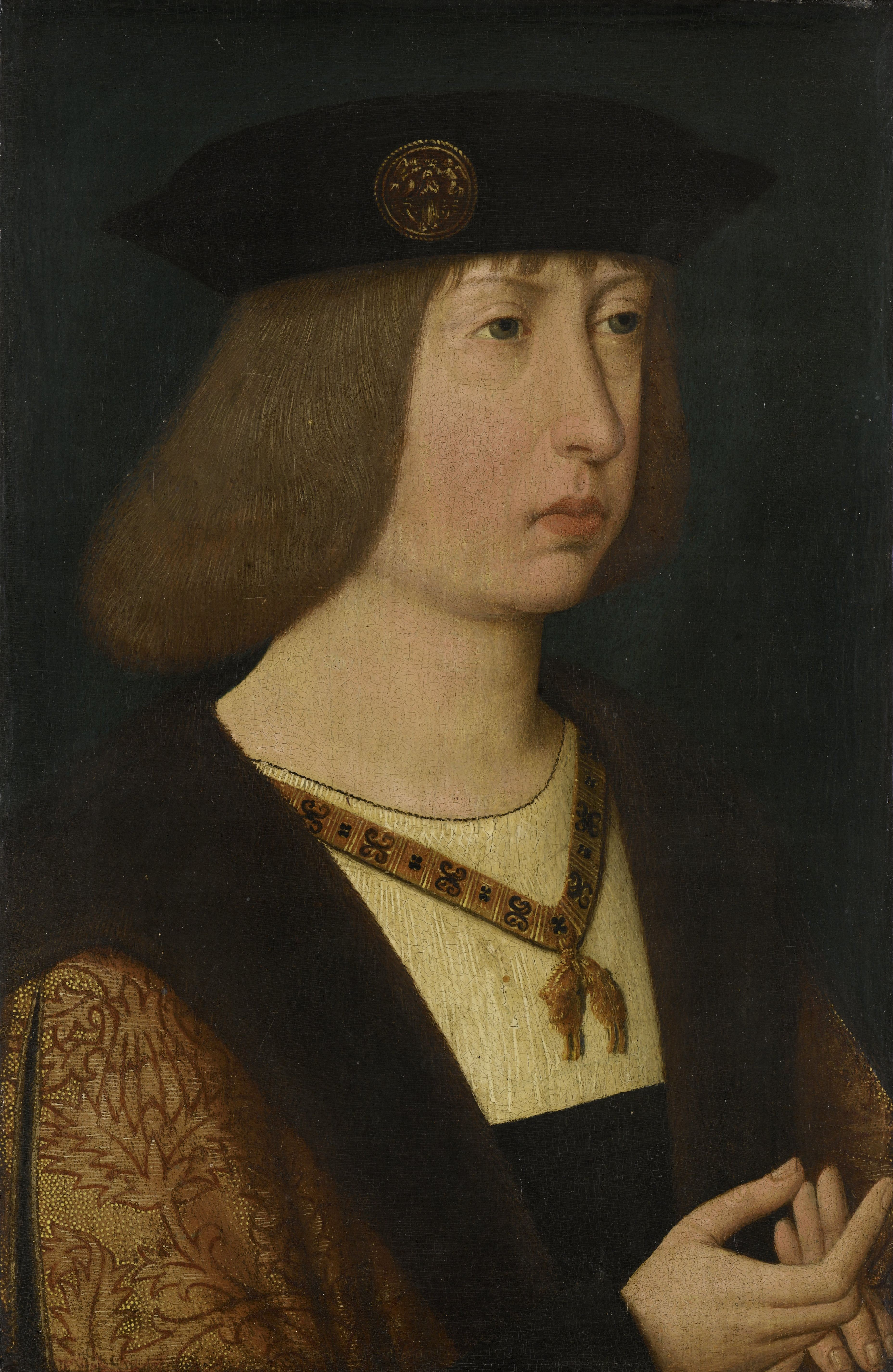
Filips I van Castilië
geboren in 1478

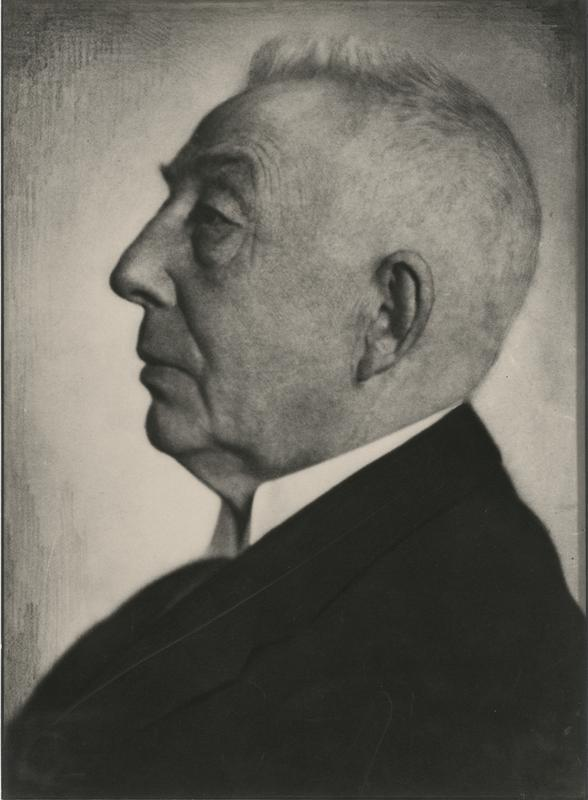
Hendrikus Colijn
geboren in 1869

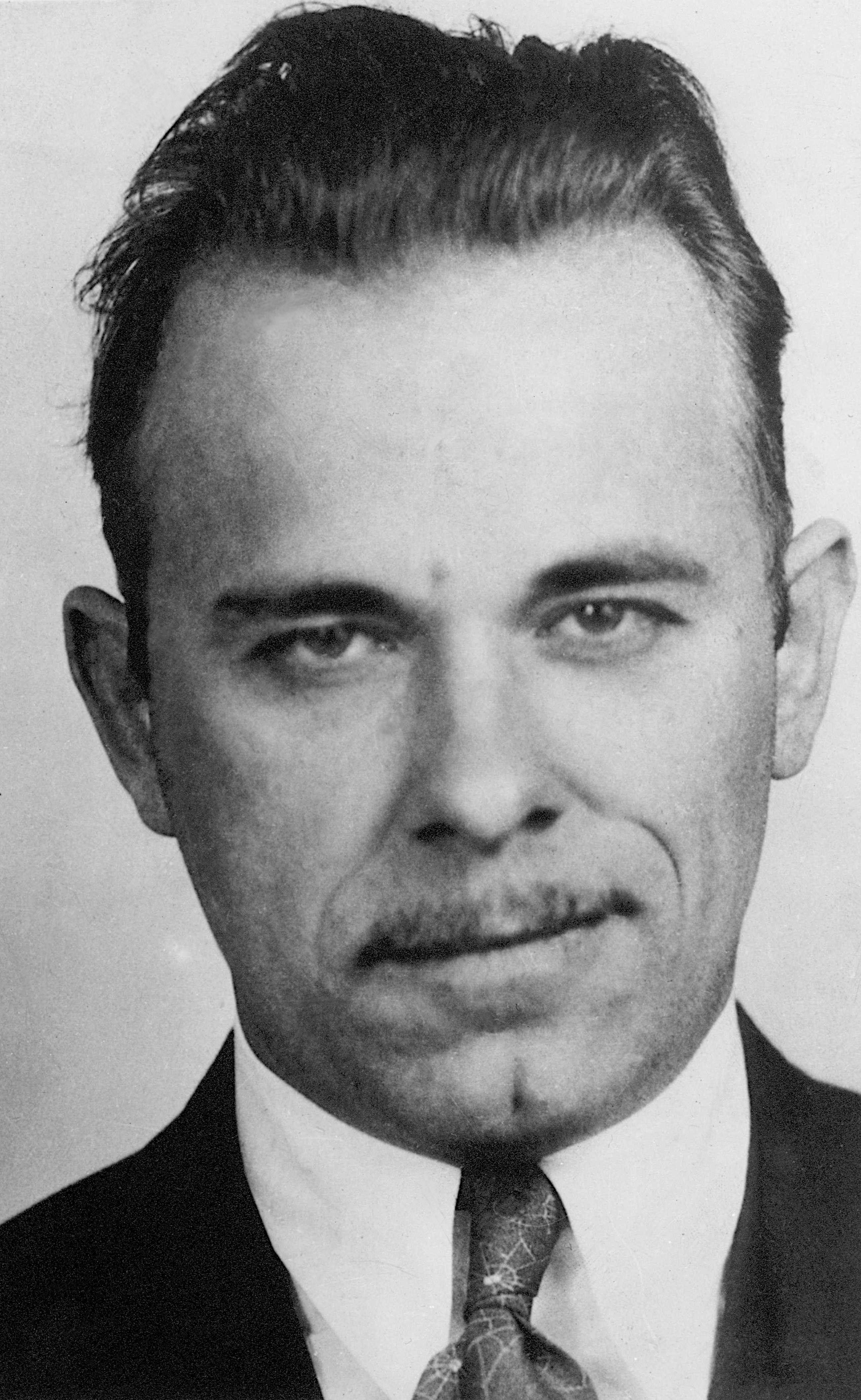
John Dillinger
geboren in 1903

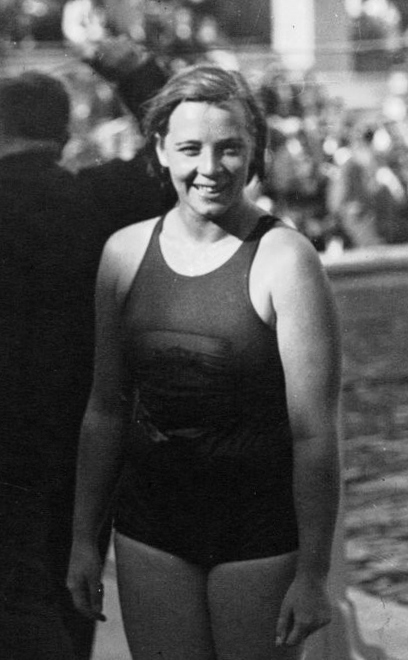
Marie Braun
geboren in 1911

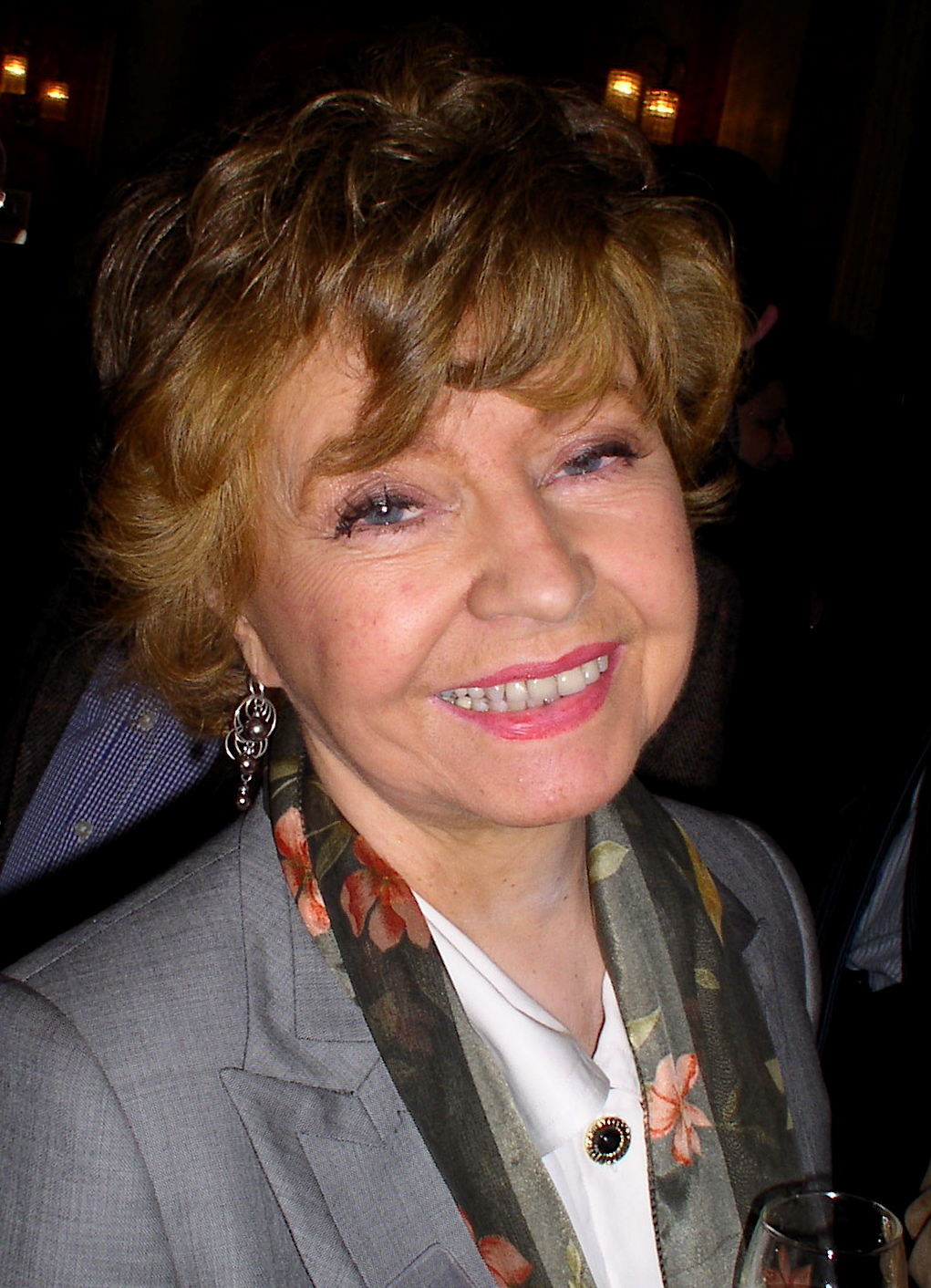
Prunella Scales
geboren in 1932

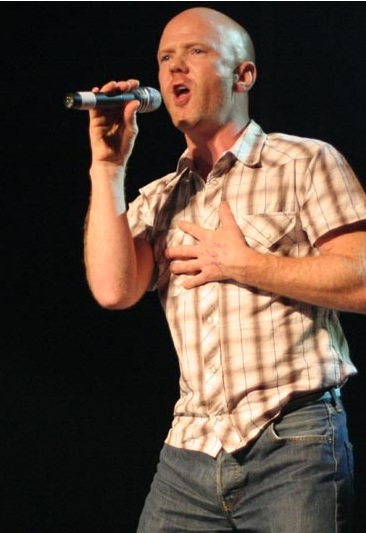
Jimmy Somerville
geboren in 1961

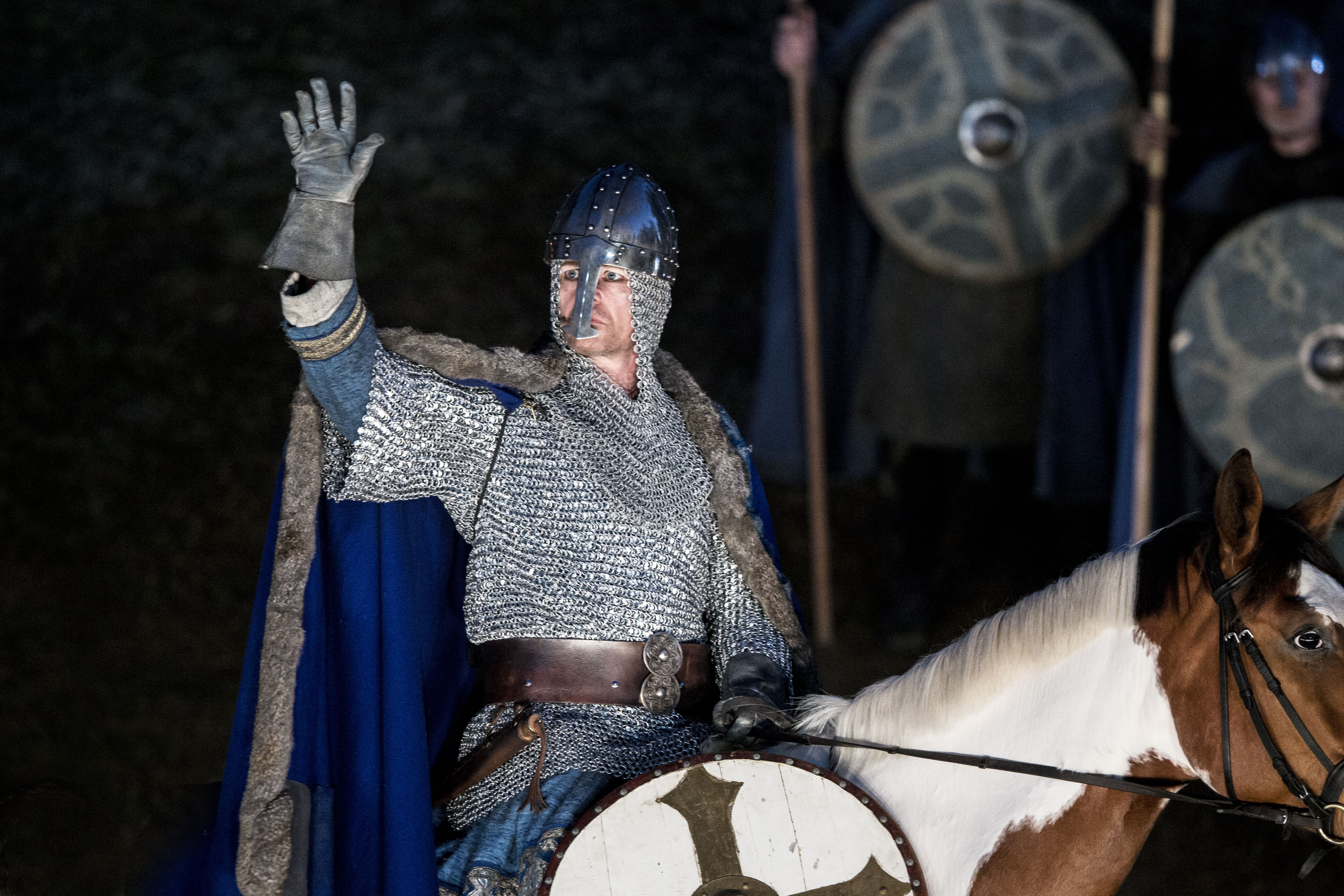
Henrik Mestad
geboren in 1964

Lisa Hordijk
geboren in 1987

- 1478 - Filips de Schone, vorst van de Bourgondische Nederlanden (overleden 1506)
- 1757 - George Vancouver, Brits ontdekkingsreiziger (overleden 1798)
- 1763 - Étienne Nicolas Méhul, Frans componist (overleden 1817)
- 1767 - Wilhelm von Humboldt, Duits wetenschapper (overleden 1835)
- 1805 - Giuseppe Mazzini, Italiaans politicus (overleden 1872)
- 1837 - Paul Morphy, Amerikaans schaker (overleden 1884)
- 1851 - Jacques Martin, Belgisch componist, dirigent en musicus (overleden 1930)
- 1856 - Henry Rider Haggard, Engels schrijver (overleden 1925)
- 1861 - Maximilian von Spee, Duits admiraal (overleden 1914)
- 1864 - Hermann Minkowski, Duits wiskundige (overleden 1909)
- 1869 - Hendrikus Colijn, Nederlands staatsman (overleden 1944)
- 1880 - Johannes Drost, Nederlands zwemmer (overleden 1954)
- 1882 - Nescio, Nederlands schrijver (overleden 1961)
- 1884 - James Rector, Amerikaans atleet (overleden 1949)
- 1885 - Milan Vidmar, Sloveens schaker (overleden 1962)
- 1887 - Julian Huxley, Brits bioloog (overleden 1975)
- 1892 - Robert von Greim, Duits piloot en veldmaarschalk (overleden 1945)
- 1897 - Norbert Elias, Joods-Duits-Brits socioloog (overleden 1990)
- 1898 - Erich Maria Remarque, Duits schrijver (overleden 1970)
- 1903 - John Dillinger, Amerikaans crimineel (overleden 1934)
- 1903 - Nel Schuttevaêr-Velthuys, Nederlands schrijfster (overleden 1996)
- 1906 - Anne Morrow Lindbergh, Amerikaans schrijfster en vliegenier (overleden 2001)
- 1906 - Billy Wilder, Amerikaans regisseur (overleden 2002)
- 1907 - Wesley Brown, Amerikaans jurist; was ooit de oudste rechter van de wereld (overleden 2012)
- 1909 - Katherine Dunham, Amerikaans antropologe, danseres, choreografe, actrice, songwriter en burgerrechtenactiviste (overleden 2006)
- 1910 - Konrad Zuse, Duits computerpionier (overleden 1995)
- 1911 - Marie Braun, Nederlands zwemster (overleden 1982)
- 1915 - Dolf van der Linden, Nederlands dirigent en componist (overleden 1999)
- 1915 - Cornelius Warmerdam, Amerikaans atleet (overleden 2001)
- 1917 - George Fonder, Amerikaans autocoureur (overleden 1958)
- 1918 - Cicely Saunders, Brits arts en promotor van hospices en palliatieve zorg (overleden 2005)
- 1921 - Willy Hijmans, Nederlands hoogleraar geneeskunde (overleden 2018)
- 1921 - Nico van Kampen, Nederlands theoretisch fysicus (overleden 2013)
- 1921 - Joseph Hanson Kwabena Nketia, Ghanees etnomusicoloog en componist (overleden 2019)
- 1922 - Bill Blass, Amerikaans modeontwerper (overleden 2002)
- 1922 - Mona Lisa, Filipijns actrice (overleden 2019)
- 1926 - Tadeusz Konwicki, Pools (scenario)schrijver en filmregisseur (overleden 2015)
- 1927 - Ann Petersen, Belgisch actrice (overleden 2003)
- 1927 - Han Urbanus, Nederlands honkballer (overleden 2021)
- 1930 - Saadoun Hammadi, Iraaks diplomaat en politicus (overleden 2007)
- 1931 - Ian Browne, Australisch wielrenner (overleden 2023)
- 1931 - André Spoor, Nederlands journalist en columnist (overleden 2012)
- 1931 - Henk Vonhoff, Nederlands politicus (overleden 2010)
- 1932 - Soraya Esfandiary Bakhtiari, koningin van Perzië (overleden 2001)
- 1932 - Amrish Puri, Indiaas filmacteur (overleden 2005)
- 1932 - Prunella Scales, Brits actrice
- 1933 - Gerrit Brokx, Nederlands politicus (overleden 2002)
- 1933 - Dianne Feinstein, Amerikaans politica (overleden 2023)
- 1933 - Adriano Zamboni, Italiaans wielrenner (overleden 2005)
- 1934 - Henk Binnendijk, Nederlands evangelist, predikant, christelijk schrijver, televisieprogrammamaker en televisiepresentator
- 1934 - Ray Mantilla, Amerikaans percussionist en bandleider (overleden 2020)
- 1936 - Kris Kristofferson, Amerikaans songwriter, zanger en acteur (overleden 2024)
- 1936 - Ferran Olivella, Spaans voetballer (overleden 2023)
- 1936 - Hermeto Pascoal, Braziliaans musicus, componist, arrangeur en bandleider
- 1939 - Leonie van Bladel, Nederlands journaliste, presentatrice en politica
- 1939 - Horst Kuhnert, Duits schilder en beeldhouwer
- 1939 - Sándor Popovics, Hongaars voetballer en voetbaltrainer (overleden 2019)
- 1940 - Hans van Ginkel, Nederlands geograaf, historicus en hoogleraar (overleden 2023)
- 1940 - Abbas Kiarostami, Iraans filmmaker (overleden 2016)
- 1941 - Michael Lerner, Amerikaans acteur (overleden 2023)
- 1942 - Eumir Deodato, Braziliaans musicus, muziekproducent en arrangeur
- 1943 - Klaus Maria Brandauer, Oostenrijks acteur
- 1943 - Brit Hume, Amerikaans journalist en presentator
- 1943 - Michael Kosterlitz, Brits natuurkundige en Nobelprijswinnaar
- 1944 - Gérard Mourou, Frans natuurkundige en Nobelprijswinnaar
- 1944 - Miel Vanattenhoven, Belgisch radioproducer en concertorganisator (overleden 2008)
- 1947 - Octavia E. Butler, Amerikaans schrijfster (overleden 2006)
- 1947 - David Jones, Noord-Iers golfer
- 1947 - Bruno Latour, Frans socioloog en filosoof (overleden 2022)
- 1947 - Jerry Rawlings, Ghanees president (overleden 2020)
- 1947 - John Wright, Engels folkzanger (overleden 2008)
- 1948 - Franciszek Smuda, Pools voetbaltrainer (overleden 2024)
- 1948 - Todd Rundgren, Amerikaans zanger en liedjesschrijver
- 1949 - Meryl Streep, Amerikaans actrice
- 1949 - Elizabeth Warren, Amerikaans hoogleraar en politica
- 1951 - Ali Farzat, Syrisch cartoonist
- 1952 - Graham Greene, Canadees acteur
- 1952 - Flor Koninckx, Belgisch rijkswachter, presentator en politicus
- 1953 - Wim Eijk, Nederlands aartsbisschop van Utrecht en kardinaal
- 1953 - Cyndi Lauper, Amerikaans zangeres
- 1954 - Wolfgang Becker, Duits filmregisseur (overleden 2024)
- 1955 - Leo Driessen, Nederlands sportverslaggever en songwriter
- 1956 - Fons De Wolf, Belgisch wielrenner
- 1957 - Russ Bray, Engels (darts)caller
- 1957 - Anna Grue, Deens schrijfster
- 1958 - Rodion Cămătaru, Roemeens voetballer
- 1958 - Charles van Commenée, Nederlands atletiekcoach
- 1958 - Bruce Campbell, Amerikaans acteur
- 1961 - Jimmy Somerville, Brits zanger
- 1962 - Campino, Duits zanger
- 1962 - Stephen Chow, Chinees regisseur en acteur
- 1962 - Clyde Drexler, Amerikaans basketballer
- 1962 - Herman Van Uytven, Belgisch atleet
- 1963 - Randy Couture, Amerikaans worstelaar
- 1963 - Ludo Philippaerts, Belgisch springruiter
- 1964 - Amy Brenneman, Amerikaans actrice
- 1964 - Dan Brown, Amerikaans schrijver
- 1964 - Nico Jalink, Nederlands voetballer
- 1964 - Henrik Mestad, Noors acteur
- 1965 - Demetrio Angola, Boliviaans voetballer
- 1965 - Daphne Jongejans, Nederlands schoonspringster
- 1965 - Kees Momma, Nederlands schrijver
- 1965 - Ľubomír Moravčík, Slowaaks voetballer en voetbalcoach
- 1966 - Michael Park, Brits rallyrijder (overleden 2005)
- 1966 - Emmanuelle Seigner, Frans model, actrice en zangeres
- 1966 - Christine Toonstra, Nederlands atlete
- 1966 - Dean Woods, Australisch wielrenner (overleden 2022)
- 1967 - Menno Bentveld, Nederlands televisiepresentator
- 1967 - Marc van Hintum, Nederlands voetballer en voetbalbestuurder
- 1967 - Andy Smith, Engels darter
- 1968 - Pavel Blatný, Tsjechisch schaker
- 1968 - Fabián Guevara, Chileens voetballer
- 1968 - Heidi Rakels, Belgisch judoka
- 1970 - Michael Trucco, Amerikaans acteur
- 1971 - Mary Lynn Rajskub, Amerikaans actrice en komiek
- 1972 - Dariusz Baranowski, Pools wielrenner
- 1972 - Jeroen van der Boom, Nederlands televisiepresentator en zanger
- 1972 - Yves Buelinckx, Belgisch voetballer
- 1972 - Emanuel Filibert van Savoye, Italiaans politicus
- 1972 - Stephan Vuckovic, Duits triatleet
- 1973 - Craig Alexander, Australisch triatleet
- 1973 - Tjörven De Brul, Belgisch voetballer
- 1973 - Carson Daly, Amerikaans televisiepresentator
- 1973 - Stientje van Veldhoven, Nederlands politica
- 1974 - Donald Faison, Amerikaans acteur
- 1974 - Anna Kozak, Wit-Russisch atlete
- 1975 - Andreas Klöden, Duits wielrenner
- 1976 - Inna Gaponenko, Oekraïens schaakster
- 1976 - Vincent Kipsos, Keniaans atleet
- 1976 - Yousef Sweid, Israëlisch acteur
- 1976 - Nienke Vlotman, Nederlands paralympisch sportster
- 1977 - Elke Bogemans, Belgisch atlete
- 1977 - Maxime De Winne, Belgisch acteur
- 1977 - Angelo Furlan, Italiaans wielrenner
- 1977 - Wanderson de Paula Sabino, Braziliaans voetballer
- 1978 - José Meolans, Argentijns zwemmer
- 1978 - Fabien Pasquasy, Belgisch oriëntatieloper
- 1978 - Dan Wheldon, Brits autocoureur (overleden 2011)
- 1979 - Joey Cheek, Amerikaans schaatser
- 1979 - Thomas Voeckler, Frans wielrenner
- 1982 - Sanguita Akkrum, Nederlands actrice en zangeres
- 1982 - Kristof Vliegen, Belgisch tennisser
- 1982 - Tim Zweije, Nederlands acteur
- 1983 - Ágatha Bednarczuk, Braziliaans beachvolleyballer
- 1983 - Jérémy Roy, Frans wielrenner en veldrijder
- 1984 - Luciano van den Berg, Nederlands voetballer (overleden 2005)
- 1984 - Diederik Jekel, Nederlands wetenschapsjournalist en schrijver
- 1984 - Adam Miller, Australisch atleet
- 1984 - Marije te Raa, Nederlands atlete
- 1984 - Jaap Robben, Nederlands (toneel)schrijver
- 1984 - Janko Tipsarević, Servisch tennisser
- 1985 - Aaron Lim, Maleisisch autocoureur
- 1986 - Atilla Karaoğlan, Turks voetbalscheidsrechter
- 1987 - Lisa Hordijk (Lisa Lois), Nederlands zangeres
- 1988 - Davíd Garza Pérez, Mexicaans autocoureur
- 1988 - Emir Kujović, Zweeds voetballer
- 1988 - Julia Schäfle, Duits actrice
- 1989 - Aminata Aboubakar Yacoub, zwemster uit Congo-Brazzaville
- 1991 - Franko Andrijašević, Kroatisch voetballer
- 1991 - Carlos Huertas, Colombiaans autocoureur
- 1995 - Ilkka Herola, Fins noordse combinatieskiër
- 1995 - Stanislav Nikitin, Russisch freestyleskiër
- 1995 - Alessio Rovera, Italiaans autocoureur
- 1997 - Lorenzo Dalla Porta, Italiaans motorcoureur
- 1997 - Erik Mobärg, Zweeds freestyleskiër
- 1999 - Iori Kimura, Japans-Russisch autocoureur
- 1999 - Kakunoshin Ohta, Japans autocoureur
- 2001 - Maellyse Brassart, Belgisch turnster
- 2001 - Lianne Holtermann, Nederlands atlete
- 2002 - Nienke Vinke, Nederlands wielrenster
- 2003 - Elles Dambrink, Nederlands volleybalster
- 2006 - Zépiqueno Redmond, Nederlands voetballer

## Overleden

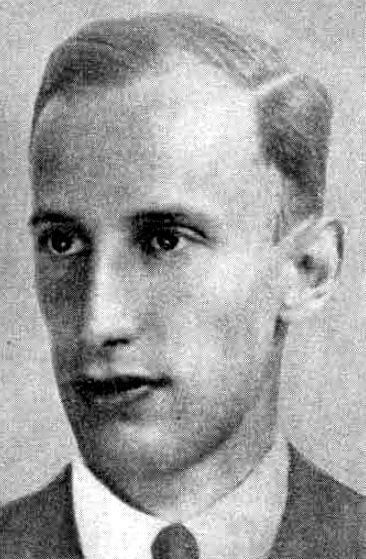
Siewert de Koe
overleden in 1944

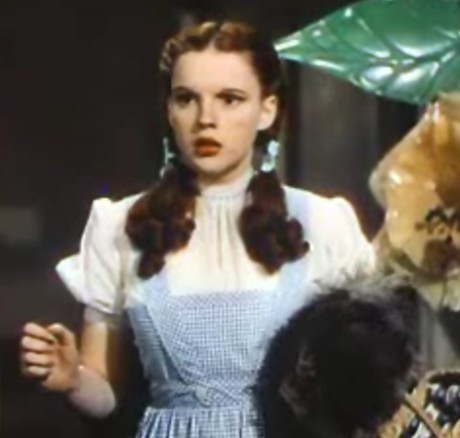
Judy Garland
overleden in 1969

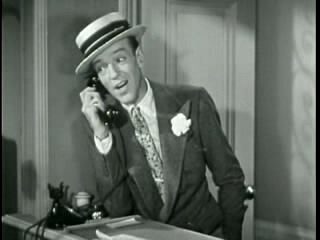
Fred Astaire
overleden in 1987

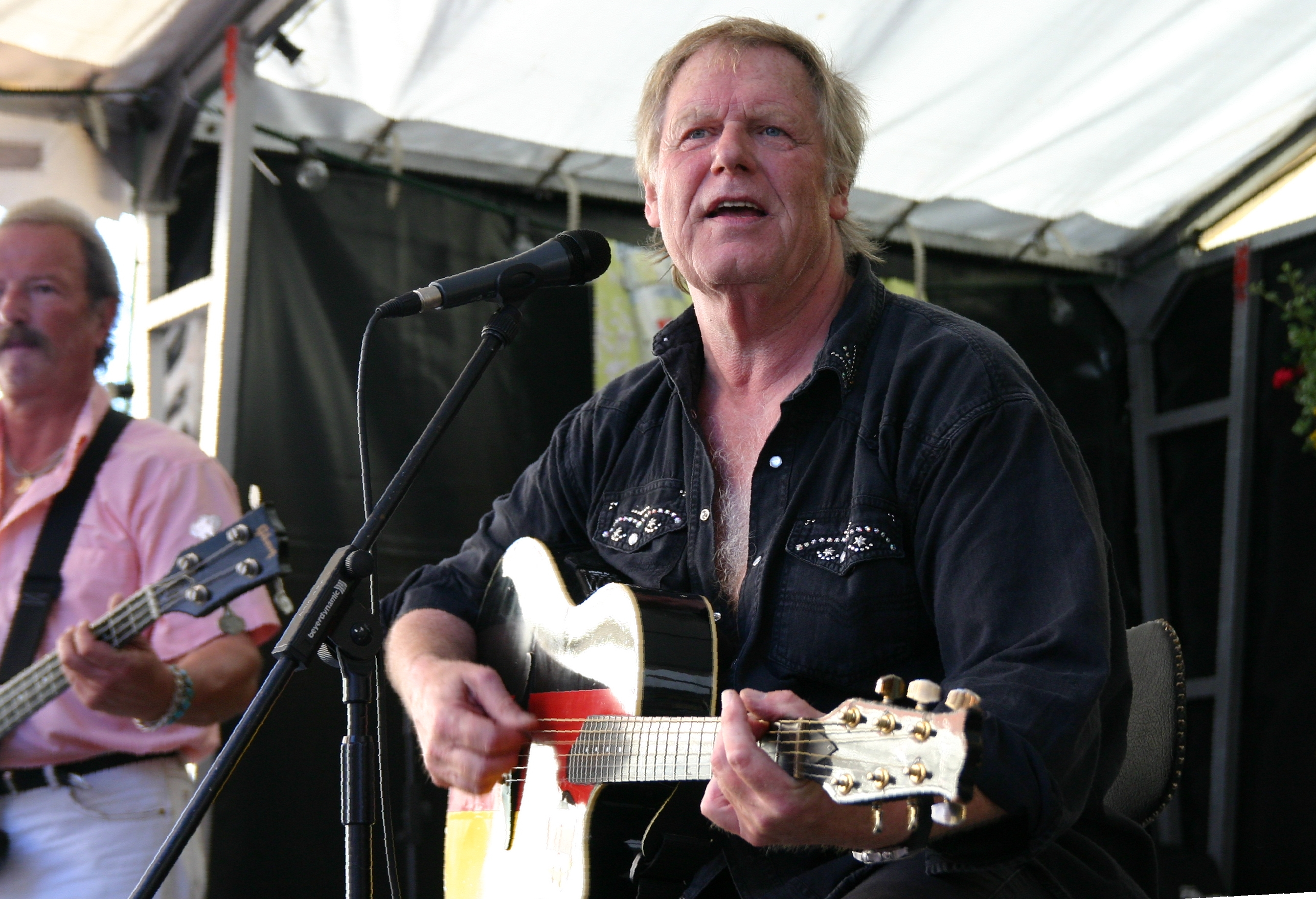
Gunter Gabriel
overleden in 2017

- 1101 - Rogier I van Sicilië (ong. 70), graaf van Sicilië
- 1125 - Lambertus van Sint-Bertinus (ong. 65), Vlaams benedictijnermonnik
- 1276 - Paus Innocentius V (ong. 50)
- 1535 - John Fisher (66?), Engels heilige, kardinaal-bisschop van Rochester
- 1664 - Katherine Philips (32), Engels dichteres
- 1812 - Richard Kirwan (78), Iers scheikundige en geoloog
- 1837 - Antonie Sminck Pitloo (47), Nederlands kunstschilder
- 1861 - Jean-Marc Mousson (85), Zwitsers politicus
- 1873 - Willem Egbert Kroesen (56), Nederlands militair, commandant van het Koninklijk Nederlandsch-Indisch Leger
- 1874 - Howard Staunton (64), Engels schaker
- 1885 - Mohammed Ahmad ibn Abd Allah (40), Soedanees religieus leider
- 1893 - Jozef Habets (63), Nederlands priester en schrijver
- 1913 - August Hendrik Sassen (60), Nederlands notaris en archivaris
- 1925 - Felix Klein (76), Duits wiskundige
- 1931 - Armand Fallières (89), Frans politicus
- 1933 - Tim Birkin (36), Brits autocoureur
- 1936 - Moritz Schlick (54), Duits filosoof
- 1937 - Jean-Joseph Rabearivelo, (34 of 36) Malagassisch dichter
- 1940 - Wladimir Köppen (93), Russisch-Oostenrijks bioloog
- 1944 - Siewert de Koe (39), Nederlands verzetsstrijder
- 1945 - Jan Versteegt (55), Nederlands predikant en verzetsman
- 1961 - Marie van Hohenzollern-Sigmaringen (61), koningin-moeder van Joegoslavië
- 1964 - Havank (60), Nederlands romanschrijver
- 1965 - David O. Selznick (63), Amerikaans filmproducent
- 1969 - Judy Garland (47), Amerikaans zangeres, actrice
- 1971 - Joseph Teixeira de Mattos (78), Nederlands tekenaar en kunstschilder
- 1972 - Johannes Olav Smit (89), Nederlands apostolisch vicaris van Noorwegen en titulair bisschop
- 1974 - Darius Milhaud (81), Frans componist en muziekpedagoog
- 1977 - Paul Oppenheim (92), Duits wetenschapper
- 1978 - Jens Otto Krag (63), Deens politicus
- 1979 - Louis Chiron (79), Monegaskisch autocoureur
- 1984 - Joseph Losey (75), Amerikaans filmregisseur
- 1987 - Fred Astaire (88), Amerikaans danser, acteur
- 1989 - Lee Calhoun (56), Amerikaans atleet
- 1990 - Ilja Frank (81), Sovjet-Russisch natuurkundige
- 1995 - Yves Congar (91), Frans kardinaal en theoloog
- 1997 - Ted Gärdestad (41), Zweeds zanger en muzikant
- 1999 - Guy Tunmer (50), Zuid-Afrikaans autocoureur
- 2001 - Luis Carniglia (83), Argentijns voetballer en trainer
- 2002 - Chang Cheh (79), Chinees regisseur
- 2004 - Mattie Stepanek (13), Amerikaans auteur en vredestichter
- 2005 - Herman Berkien (63), Nederlands cabaretier
- 2007 - Erik Parlevliet (43), Nederlands hockeyer
- 2008 - George Carlin (71), Amerikaans komiek
- 2008 - Gerard Tusveld (79), Nederlands accountant en sportbestuurder
- 2009 - Steve Race (88), Brits componist, pianist en presentator
- 2009 - Karel Van Miert (67), Belgisch politicus
- 2012 - Carlos Daled (75), Belgisch burgemeester
- 2012 - Jackie Neilson (83), Brits voetballer
- 2013 - Allan Simonsen (34), Deens autocoureur
- 2015 - Laura Antonelli (73), Italiaans actrice
- 2015 - James Carnegie (85), Brits edelman
- 2015 - James Horner (61), Amerikaans filmcomponist
- 2015 - Gabriele Wohmann (83), Duits schrijfster
- 2016 - Job Drijber (92), Nederlands burgemeester en jurist
- 2017 - Gunter Gabriel (75), Duits schlager- en countryzanger
- 2017 - Quett Masire (91), president van Botswana
- 2019 - Thalles (24), Braziliaans voetballer
- 2019 - Judith Krantz (91), Amerikaans schrijfster
- 2020 - Xavier Buisseret (79), Belgisch politicus
- 2020 - Jesus Dosado (80), Filipijns bisschop
- 2020 - Liliane Mandema (61), Nederlands atlete
- 2020 - Carlos Luis Morales (55), Ecuadoraans voetballer
- 2020 - Pierino Prati (73), Italiaans voetballer
- 2020 - Joel Schumacher (80), Amerikaans filmregisseur, scenarioschrijver en producent
- 2022 - Yves Coppens (87), Frans paleontoloog en paleoantropoloog
- 2022 - Jonny Nilsson (79), Zweeds schaatser
- 2022 - Jüri Tarmak (75), Estisch atleet
- 2022 - Hetty Verhoogt (83), Nederlands actrice
- 2023 - Peter Brötzmann (82), Duits freejazzsaxofonist
- 2023 - Stéphane Demol (57), Belgisch voetballer en voetbaltrainer
- 2023 - Horst-Dieter Höttges (79), Duits voetballer
- 2023 - Harry Markowitz (95), Amerikaans econoom
- 2024 - Jan Dahrs (89), Nederlands voetballer en voetbaltrainer
- 2024 - Lenie Gerrietsen (94), Nederlands turnster
- 2025 - Aki Aleong (90), Amerikaans acteur, muziekproducent en zanger
- 2025 - Patricia Etnel (49), Surinaams politica
- 2025 - Arnaldo Pomodoro (98), Italiaans beeldhouwer
- 2025 - Franco Testa (87), Italiaans wielrenner

## Viering/herdenking
- Katholieke kalender:

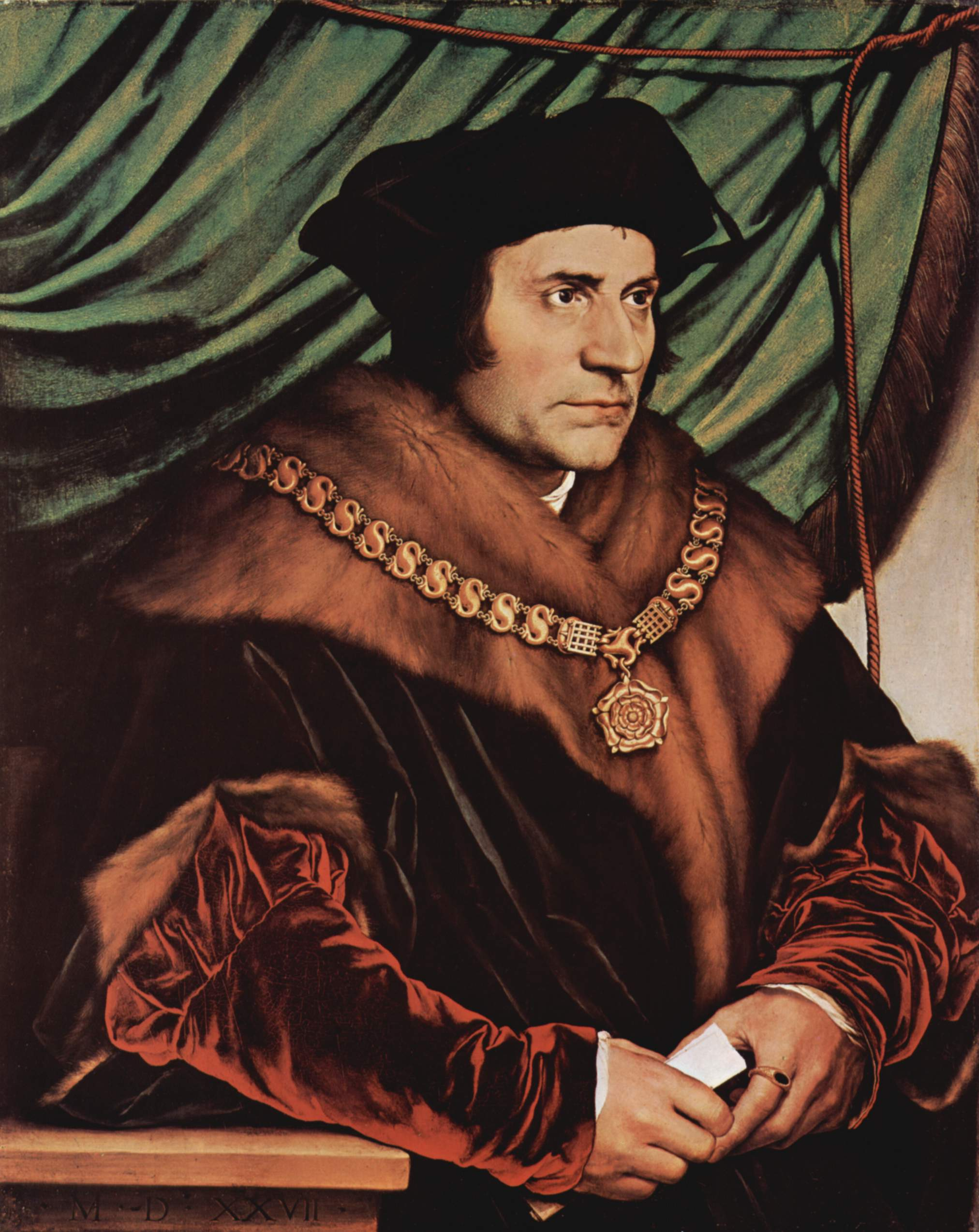
Thomas More

  - Heiligen John Fisher, bisschop en Thomas More, martelaren († 1535) - Vrije Gedachtenis
  - Heilige Paulinus van Nola († 431) - Vrije Gedachtenis
  - Martelaren van Ararat: Heilige Achatius van Ararat († c. 135)
  - Heilige Albanus (van Verulamium) († 3e of 4e eeuw)
  - Zalige Paus Innocentius V († 1277)
- Rusland - Dag van herdenking en verdriet

## Weerextremen

### Nederland
| | Officiële records | Officiële records | Officiële records |      | Landelijke records  | Landelijke records | Landelijke records                                              |
| Gebeurtenis | Jaar              | Extreem           | Locatie           | Jaar | Extreem             | Locatie            |                                                                 |
| --- | ----------------- | ----------------- | ----------------- | ---- | ------------------- | ------------------ | --------------------------------------------------------------- |
| Laagste etmaalgemiddelde temperatuur (°C) | 1921              | 9,9               | De Bilt           |      | 1964                | 9,1                | Eindhoven                                                       |
| Hoogste etmaalgemiddelde temperatuur (°C) | 1983              | 23,9              | De Bilt           |      | 2017                | 26,7               | Maastricht                                                      |
| Laagste minimumtemperatuur (°C) | 1903              | 3,6               | De Bilt           |      | 2010                | 2,5                | Eelde                                                           |
| Hoogste minimumtemperatuur (°C) | 2017              | 17,1              | De Bilt           |      | 2017                | 19,4               | Maastricht                                                      |
| Laagste maximumtemperatuur (°C) | 1921              | 11,9              | De Bilt           |      | 1921                | 11,9               | De Bilt                                                         |
| Hoogste maximumtemperatuur (°C) | 1941              | 31,2              | De Bilt           |      | 2017                | 35,2               | Arcen                                                           |
| Hoogste uurgemiddelde windsnelheid (m/s) | 1950              | 13,4              | De Bilt           |      | 1918 1934 1984 2012 | 19,0 19,0          | De Kooy Vlissingen Huibertgat IJmuiden                          |
| Hoogste windstoot (m/s) | 1958              | 19,0              | De Bilt           |      | 2016                | 27,0               | Schaar                                                          |
| Langste zonneschijnduur (uur) | 2022              | 15,5              | De Bilt           |      | 1942 2020 2022      | 15,7 15,7          | Eelde Berkhout, De Kooy, Lauwersoog, Stavoren Berkhout, De Kooy |
| Langste neerslagduur (uur) | 1972              | 9,8               | De Bilt           |      | 2015                | 13,4               | Maastricht                                                      |
| Hoogste etmaalsom van de neerslag (mm) | 1932              | 25,7              | De Bilt           |      | 1982                | 59,0               | Schiphol                                                        |
| Laagste etmaalgemiddelde relatieve vochtigheid (%) | 1959, 1983        | 54                | De Bilt           |      | 1938                | 39                 | Maastricht                                                      |
| Laagste uurwaarde luchtdruk op zeeniveau (hPa) | 1940              | 995,2             | De Bilt           |      | 1940 1990           | 995,2 995,2        | De Bilt, Vlissingen De Kooy                                     |
| Hoogste uurwaarde luchtdruk op zeeniveau (hPa) | 2009              | 1029,7            | De Bilt           |      | 1919, 1995          | 1030,7             | Vlissingen                                                      |
| Officiële records worden altijd gemeten op het KNMI-weerstation in De Bilt. Landelijke records kunnen worden gemeten op elk officieel KNMI-weerstation in Nederland. |                   |                   |                   |      |                     |                    |                                                                 |

Uitzonderlijke gebeurtenissen
- 1901 - Officieel hoogste minimumtemperatuur in °C van dit jaar gemeten in De Bilt: 16,4
- 1941 - Eerste officiële tropische dag van het jaar (maximumtemperatuur ≥ 30 °C in De Bilt)
- 1983 - Eerste officiële tropische dag van het jaar (maximumtemperatuur ≥ 30 °C in De Bilt)
- 2017 - Laatste officiële tropische dag van het jaar (maximumtemperatuur ≥ 30 °C in De Bilt)
- 2023 - Officieel langste neerslagduur in uren van juni dit jaar gemeten in De Bilt: 5,6. Samen met 28 juni
- 2023 - Landelijk langste neerslagduur in uren van juni dit jaar gemeten in Deelen en Volkel: 9,5
- 2023 - Landelijk hoogste etmaalsom van de neerslag in mm van juni dit jaar gemeten in Twenthe: 48,2

### België
Dagrecords
- 1956 - Laagste etmaalgemiddelde temperatuur 10,2 °C
- 1941 - Hoogste etmaalgemiddelde temperatuur 23,5 °C
- 1903 - Laagste minimumtemperatuur 4,2 °C
- 1941 - Hoogste maximumtemperatuur 31,4 °C
- 2023 - Hoogste etmaalsom van de neerslag 21,7 mm[10]

Uitzonderlijke gebeurtenissen
- 1951 - 141 mm neerslag in Moerbeke, in het Land van Waas.
- 1982 - Tornado's veroorzaken schade in de streek van Yvoir en tussen Bouillon en Libramont.
- 2008 - Hagelstenen tijdens onweer, met een diameter tot 5 cm in Ohey, richten lokaal schade aan.

<< · 1 · 2 · 3 · 4 · 5 · 6 · 7 · 8 · 9 · 10 · 11 · 12 · 13 · 14 · 15 · 16 · 17 · 18 · 19 · 20 · 21 · 22 · 23 · 24 · 25 · 26 · 27 · 28 · 29 · 30 · >>